# Giovanni Romanini
Giovanni Romanini (Bologna, 27 dicembre 1945 – Bologna, 20 marzo 2020) è stato un fumettista italiano noto per le collaborazioni come inchiostratore del disegnatore Magnus.

## Carriera
Inizia la sua carriera nel cinema d'animazione, lavorando anche per Carosello, per il quale disegna Salomone pirata pacioccone e Tacabanda.
Esordisce nel mondo dei fumetti alla fine degli anni sessanta, in seguito al suo incontro con Magnus. Avendone assimilato lo stile e il tratto grafico, si alterna a lui nella realizzazione delle tavole prima di Kriminal, poi di Satanik, su testi di Max Bunker. Quando Magnus lascia la realizzazione di Alan Ford per dedicarsi ad altro, Romanini, che ne eseguiva le chine alternandosi a Paolo Chiarini, resterà per alcuni anni nel team del personaggio, realizzando le chine anche sui disegni di Paolo Piffarerio, subentrato a Magnus. Collaborerà poi per anni a moltissime opere successive di Magnus, in particolare come inchiostratore.
Solo poco prima della fine della sua collaborazione alla serie gli furono affidate tre storie di Alan Ford che illustrò interamente da solo, matite e chine, replicando lo stile di Magnus (n. 114 Prugna secca (dicembre 1978), n. 121 Tarlomania (luglio 1979), e n. 124 Un dì così (ottobre 1979)).
Collaborò poi con Magnus alla realizzazione della serie della compagnia della forca (19 numeri, dal 1977 per Edizioni Geis). Ha disegnato inoltre molti altri personaggi del genere nero ed erotico come Wallestein per la Edifumetto e Theo Kalì (qualche numero pubblicato nel 1973 e nel 1974 da Fotometalgrafica Emiliana), Ulula (36 numeri + 3 supplementi dal 1982 al 1985 per Edifumetto), Bionika (10 numeri nel 1984 e 1985 per Edifumetto), Pornostar (nel 1985 e 1986 per Edifumetto), Lady Domina (12 numeri nel 1988 e 1989 per Edifumetto), I ragazzi della 3ª B (dal 1988 per Edifumetto, con Filippucci) e altri. La sua ultima collaborazione con Magnus fu per la realizzazione della storia dei Tex, La valle del terrore, pubblicata nello speciale noto come "Texone" per la Bonelli, in cui si assunse il compito di disegnare i cavalli e rifinire alcune tavole.
Ha collaborato inoltre per quattro anni con la Disney nella realizzazione di 21 storie per i suoi periodici, di cui quattro per Topolino.
Nel 2007 partecipa in qualità di intervistato in due documentari dedicati ai fumetti: Magnus, dedicato al maestro Magnus, e The Diabolikal Super-Kriminal, dedicato al fotoromanzo nero Killing. Successivamente entra nello staff dei disegnatori della Bonelli per la serie a fumetti di Martin Mystère.
Nel 2020 vince, insieme a Stefano Santoro, il prestigioso Premio Italia 2020 all’Italcon nella categoria dedicata al fumetto italiano con L’uomo dal Rinascimento, albo di Martin Mystère.
È morto il 20 marzo 2020 a Bologna, all'età di 74 anni.